# Bistum Nyundo
Das Bistum Nyundo (lat.: Dioecesis Nyundoensis) ist eine in Ruanda gelegene römisch-katholische Diözese mit Sitz in Nyundo. 

## Geschichte
Papst Pius XII. gründete das Apostolische Vikariat Surabaia am 14. Februar 1952 aus Gebietsabtretungen des Apostolischen Vikariats Ruanda. Mit der Apostolischen Konstitution Cum parvulum wurde es am 10. November 1959 in den Rang eines Bistums erhoben, das dem Erzbistum Kigali als Suffraganbistum unterstellt wurde.
Teile seines Territoriums verlor es zugunsten der Errichtung folgender Bistümer:
- 20. Dezember 1960 an das Bistum Ruhengeri;
- 5. November 1981 an das Bistum Cyangugu.

## Territorium
Das Bistum Nyundo umfasst die Distrikte Karongi, Ngororero, Nyabihu, Rubavu und Rutsiro in der ruandischen Westprovinz.

## Ordinarien

### Apostolischer Vikar von Nyundo
- Aloys Bigirumwami (14. Februar 1952–10. November 1959)

### Bischöfe von Nyundo
- Aloys Bigirumwami (10. November 1959–17. Dezember 1973)
- Vincent Nsengiyumva (17. Dezember 1973–10. April 1976, dann Erzbischof von Kigali)
- Wenceslas Kalibushi (9. Dezember 1976–2. Januar 1997)
- Alexis Habiyambere SJ (2. Januar 1997–11. März 2016)
- Anaclet Mwumvaneza (seit 11. März 2016)

## Statistik
| Jahr | Bevölkerung | Bevölkerung | Bevölkerung | Priester     | Priester         | Priester       | Priester               | Ständige Diakone | Ordensleute  | Ordensleute      | Pfarreien |
| Jahr | Katholiken  | Einwohner   | %           | Gesamtanzahl | Diözesanpriester | Ordenspriester | Katholiken je Priester | Ständige Diakone | Ordensbrüder | Ordensschwestern | Pfarreien |
| ---- | ----------- | ----------- | ----------- | ------------ | ---------------- | -------------- | ---------------------- | ---------------- | ------------ | ---------------- | --------- |
| 1970 | 250.667     | 878.081     | 28,5        | 85           | 65               | 20             | 2.949                  |                  | 58           | 156              | 23        |
| 1980 | 423.433     | 1.172.000   | 36,1        | 86           | 68               | 18             | 4.923                  |                  | 68           | 132              | 26        |
| 1988 | 385.675     | 1.108.513   | 34,8        | 65           | 57               | 8              | 5.933                  |                  | 39           | 110              | 18        |
| 2000 | 462.592     | 1.170.542   | 39,5        | 27           | 27               |                | 17.133                 |                  | 4            | 39               | 19        |
| 2004 | 516.483     | 1.393.147   | 37,1        | 50           | 49               | 1              | 10.329                 |                  | 20           | 71               | 19        |
| 2016 | 613.999     | 1.393.147   | 38,7        | 87           | 87               |                | 7.057                  |                  | 37           | 162              | 24        |
| 2021 | 683.433     | 1.748.549   | 39,1        | 101          | 101              |                | 6.766                  |                  | 37           | 161              | 26        |